# 8657 Cedrus
8657 Cedrus è un asteroide della fascia principale. Scoperto nel 1990, presenta un'orbita caratterizzata da un semiasse maggiore pari a 2,8683102 UA e da un'eccentricità di 0,0629848, inclinata di 1,72163° rispetto all'eclittica.